# Lãnh thổ hải ngoại của Pháp
Thuật ngữ lãnh thổ hải ngoại (tiếng Pháp: Territoire d'outre-mer là một phân cấp hành chính của Pháp và hiện nay chỉ được áp dụng cho các Vùng đất phía Nam và châu Nam Cực thuộc Pháp.
Đơn vị hành chính này khác với đơn vị hành chính tỉnh hải ngoại (tiếng Pháp: Département d'outre-mer hay DOM). Không như các lãnh thổ hải ngoại thuộc Anh, theo hiến pháp không phải một phần của Vương quốc liên hiệp Anh hay lãnh thổ quốc gia của liên hiệp, các lãnh thổ hải ngoại thuộc Pháp là những phần lãnh thổ không thể tách rời của Cộng hòa Pháp.

## Cựu lãnh thổ hải ngoại
- Ấn Độ thuộc Pháp, từ năm 1946 đến 1954, hiện nay là Lãnh thổ Liên bang Pondicherry của Ấn Độ.
- New Caledonia, từ năm 1946 đến 1999, hiện nay là một cộng đồng đặc biệt.
- Polynesia thuộc Pháp, từ năm 1946 đến 2003, hiện nay là một cộng đồng hải ngoại.
- Saint Pierre và Miquelon, từ năm 1946 đến 1976 và 1985 đến 2003, hiện nay là một cộng đồng hải ngoại.
- Wallis và Futuna, từ năm 1961 đến 2003, hiện nay là một cộng đồng hải ngoại.
- Mayotte, từ năm 1974 đến 2003, hiện nay là một tỉnh hải ngoại.